# 서울한서초등학교
서울한서초등학교(서울漢西初等學校)는 대한민국 서울특별시 마포구 염리동에 있는 공립 초등학교이다.

## 학교 연혁
- 1945년 11월 1일 서울한서공립국민학교 개교
- 2006년 7월 14일 개축 공사 준공식
- 2011년 4월 1일 돌봄교실 증설(3학급) 개관식
- 2014년 4월 5일 생태텃발(100평), 생태학습장(200평), 후문 조성
- 2015년 2월 3일 한서 한울림 오케스트라 제4회 정기연주회
- 2015년 11월 25일 제5회 도시농업 최고 텃밭상 서울시장상(장려상)
- 2016년 3월 1일 서울형 혁신학교 선정
- 2016년 3월 1일 혁신교육지구 마을결합형 교육과정 운영
- 2017년 9월 1일 제27대 김경래 교장 부임
- 2019년 12월 27일 학교-마을 연계 교육활동운영 교육감상 수상
- 2020년 2월 14일 제74회 졸업식(33명, 총 20749명)
- 2025년 11월 1일 개교 80주년

## 참고 자료
- 서울한서초등학교 - 한국교육학술정보원 학교알리미